# Santa Cruz de Goiás
| Santa Cruz de Goiás                      | Santa Cruz de Goiás                                              |
| ---------------------------------------- | ---------------------------------------------------------------- |
|                                          |                                                                  |
| Wappen                                   | Flagge                                                           |
| Wappen von Santa Cruz de Goiás unbekannt | Flagge von Santa Cruz de Goiás unbekannt                         |
| Karten                                   |                                                                  |
|                                          |                                                                  |
| Basisdaten                               |                                                                  |
| Staat:                                   | Brasilien (BRA)                                                  |
| Bundesstaat:                             | Goiás (GO)                                                       |
| Mesoregion:                              | Süd-Goiás                                                        |
| Mikroregion:                             | Pires do Rio                                                     |
| Distanz zu Goiânia:                      | 121 km                                                           |
| Geografische Lage:                       | 17° 19′ S, 48° 29′ W                                             |
| Angrenzende Gemeinden:                   | Pires do Rio, Palmelo, Caldas Novas, Piracanjuba, Cristianópolis |
| Zeitzone:                                | UTC-3 Sommer: UTC-2                                              |
| Höhe:                                    | 754 m ü. NN (?)                                                  |
| Fläche:                                  | 1108,92 km²                                                      |
| Einwohner:                               | 3.142                                                            |
| Bevölkerungsdichte:                      | 2,8 Einwohner / km²                                              |
| Telefonvorwahl:                          | +55 64                                                           |
| Postleitzahl (CEP):                      | 75220-000                                                        |
| Adresse der Stadtverwaltung:             | Rua Padre. Prego, 37 Setor Centro                                |
| Offizielle Website:                      | www.santacruzdegoias.go.gov.br                                   |
| Jahrestag:                               | 29. August                                                       |
| Gemeindegründung:                        | 1729                                                             |
| Politik                                  |                                                                  |
| Bürgermeister:                           | Mateus Felix Lopes (PRTB)                                        |
| Vize-Bürgermeister:                      |                                                                  |

Santa Cruz de Goiás, amtlich portugiesisch Município de Santa Cruz de Goiás, ist eine brasilianische politische Gemeinde im Bundesstaat Goiás. Sie liegt südsüdwestlich der brasilianischen Hauptstadt Brasília und südöstlich von Goiânia, der Hauptstadt des Bundesstaates. Die Bevölkerungszahl wurde zum 1. Juli 2019 auf 2855 Einwohner geschätzt, die santacruzanos genannt werden. Die Gemeindefläche beträgt rund 1109 km², die Bevölkerungsdichte liegt bei 2,83 Personen pro km².

## Geographische Lage
Santa Cruz de Goiás grenzt
- von Norden über Osten bis Süden an Pires do Rio mit Palmelo im Osten dazwischen
- im Süden an Caldas Novas
- im Südwesten an Piracanjuba
- im Nordwesten an Cristianópolis

Das Biom ist der brasilianische Cerrado. Die Gemeinde hat tropisches Klima, Aw nach der Klimaklassifikation nach Köppen und Geiger. Die Durchschnittstemperatur ist 23,7 °C. Die durchschnittliche Niederschlagsmenge liegt bei 1354 mm im Jahr. Im Südsommer fallen in Santa Cruz de Goiás mehr Niederschläge als im Südwinter.